# Veniamin al Ierusalimului
Veniamin al Ierusalimului a fost al 6-lea episcop din secolul al II-lea. Potrivit lui Eusebiu din Cezareea el a fost creștin evreu. Scurta sa episcopie a fost doar între 116 și 117 AD. Este posibil să fi fost ucis în persecuția lui Hadrian (117-138),
Ziua praznicului lui este 11 decembrie.